# Cervone, Jovtnevîi
Cervone (în ucraineană Червоне) este un sat în comuna Vorovske din raionul Jovtnevîi, regiunea Mîkolaiiv, Ucraina.

## Demografie
Componența lingvistică a localității Cervone
     Ucraineană (87,71%)
     Rusă (6,61%)
     Română (1,65%)
     Alte limbi (0,18%)
Conform recensământului din 2001, majoritatea populației localității Cervone era vorbitoare de ucraineană (87,71%), existând în minoritate și vorbitori de rusă (6,61%) și română (1,65%).